# Matnog
Matnog é um município de  terceira classe de renda municipal (d) na província Sorsogon, nas Filipinas. De acordo com o censo de 1 de maio  de  2020 possui uma população de 41 989 pessoas e 9 455 domicílios.